# West New Britain
West New Britain är en provins i Papua Nya Guinea, Provinsen ligger i Bismarckarkipelagen och omfattar västra delen av ön Niu Briten.

## Administrativ indelning
Provinsen är indelad i två distrikt.
- Kandrian-Gloucester
- Talasea